# Heinz-Günter Bargfrede
Heinz-Günter Bargfrede é um político alemão (CDU) e ex-membro do Bundestag.

## Vida
Bargfrede ingressou na CDU em 1971 e foi presidente da associação municipal de Rotenburg de 1986 a 1990. Foi membro do Bundestag alemão de 20 de dezembro de 1990 a 26 de outubro de 1998 (dois mandatos). Lá ele era membro do comité de transporte.